# Belo morje
Belo morje (rusko Белое море, latinizirano: Béloje móre; karelsko Vienanmeri, finsko Vienanmeri; nenetsko Сэрако ямʼ, Serako jam) je zaliv Barentsovega morja, ki se zajeda v celino med polotokoma Kola in Kanin na skrajnem severozahodu Rusije. Je močno razčlenjeno, tvorijo ga Kandalakški, Oneški, Dvinski in ob vhodu vanj tudi Mezenski zaliv, na severovzhodu pa je prek ozkega preliva Gorlo (Горло – rus. »grlo«) povezano z Barentsovim morjem, ki je robno morje Arktičnega oceana. Meja med Belim in Barentsovim morjem po definiciji Mednarodne hidrografske organizacije poteka po črti med rtoma Svjatoj nos na polotoku Kola (68°9′27″N 39°44′37″E / 68.15750°N 39.74361°E) in rtom Kanin na polotoku Kanin. V njem ležijo Soloveški otoki (Solovecki otoki) z znamenitim Soloveckim samostanom; v prvi polovici 20. stoletja je bilo tam eno prvih sovjetskih kazenskih/koncentracijskih taborišč (glej Solovecki kamen).
Površina meri približno 90.000 km². Tudi dno je močno razčlenjeno, posledica prelomov na vzhodnem robu Baltskega ščita. Glavna kotanja, kjer znaša največja globina 340 m, je zamejena s 40 m globokim pragom, zato ne prihaja do mešanja globokomorskih voda med Belim in Barentsovim morjem. Ob zahodnih obalah prevladujejo pečine, vzhodne pa so položne in peščene, na tem delu je tudi Belo morje plitvo.

## Podnebje
Belo morje je najbolj izoliran/zaprt del Arktičnega oceana in edini, ki skoraj v celoti leži južno od severnega tečajnika. Kljub temu je podnebje mrzlo, s povprečnimi zimskimi temperaturami okrog -15 ºC in poletnimi okrog 10 ºC. Okrog polotoka Kola teče razmeroma topel Severnoatlantski tok, zato so ob izlivu v Barentsovo morje temperature nekoliko višje od tistih bolj južno.

## Raba
Morje je bogato z ribami, a je ribištvo razmeroma slabo razvito, saj je gladina večjega dela redno prekrita z ledom. Večji gospodarski pomen kot ribištvo ima izkoriščanje bogatih naravnih virov obalnih regij. Od 15. do 18. stoletja je bilo najpomembnejša trgovska pot med Rusijo in Zahodom ter med evropskim delom Rusije in ruskim Daljnim vzhodom. Glavna pristanišča so Arhangelsk, Onega, Belomorsk in Kandalakša. V začetku 20. stoletja je promet oživil belomorsko-baltski prekop, ki je povezal Belo morje z omrežjem združenih globokovodnih poti Evropske Rusije (njegovo ustje je pri kraju Belomorsk). Pozimi vzdržujejo plovne poti z ledolomilci.